# Josh Radnor
Joshua Thomas "Josh" Radnor, född 29 juli 1974 i Columbus, Ohio, är en amerikansk skådespelare. Han är bland annat känd för att ha spelat rollen som Ted Mosby i TV-serien How I Met Your Mother. 2010 debuterade han även som regissör och manusförfattare med filmen Kärlek i New York (Happythankyoumoreplease) där han även spelade en av huvudrollerna.

## Filmografi (urval)
- 2001 – Not Another Teen Movie
- 2002 – The Court (TV-serie) (tre avsnitt)
- 2005–2014 – How I Met Your Mother (TV-serie) (208 avsnitt)
- 2010 – Kärlek i New York (manus, regi och roll)
- 2012 – Liberal Arts (manus, regi och roll)
- 2013 – Afternoon Delight
- 2018 – Rise (TV-serie) (huvudroll, 10 avsnitt)
- 2020–2023 – Hunters (TV-serie)
- 2022 – Fleishman Is in Trouble (TV-serie)